# Пустошь (Тотемский район)
Пустошь — деревня в Тотемском районе Вологодской области.
Входит в состав Пятовского сельского поселения, с точки зрения административно-территориального деления — в Матвеевский сельсовет.
Расстояние до районного центра Тотьмы по автодороге — 19 км, до центра муниципального образования деревни Пятовская  по прямой — 13 км. Ближайшие населённые пункты — Матвеево, Мосеево, Федотово.
По переписи 2002 года население — 13 человек.